# ويل بولتر
ويل بولتر (بالإنجليزية: Will Poulter) هو ممثل إنجليزي من مواليد 28 يناير 1993 في لندن، إنجلترا، المملكة المتحدة، بدأ مسيرته الفنية عام 2008.

## الأعمال

### أفلام
| السنة | العنوان        | الدور                |
| ----- | -------------- | -------------------- |
| 2007  | سن أوف رامباو  |                      |
| 2013  | نحن آل ميلز    |                      |
| 2014  | عداء المتاهة   |                      |
| 2015  | العائد         |                      |
| 2025  | موت وحيد القرن | شيبارد ليوبولد       |
| 2025  | حرب            | الضابط المسؤول إيريك |

## وصلات خارجية
- ويل بولتر على موقع IMDb (الإنجليزية)
- ويل بولتر على موقع ميتاكريتيك (الإنجليزية)
- ويل بولتر على موقع روتن توميتوز (الإنجليزية)
- ويل بولتر على موقع ألو سيني (الفرنسية)
- ويل بولتر على موقع ميوزك برينز (الإنجليزية)
- ويل بولتر على موقع أول موفي (الإنجليزية)
- ويل بولتر على موقع قاعدة بيانات الأفلام السويدية (السويدية)
- ويل بولتر على موقع ديسكوغز (الإنجليزية)
- ويل بولتر على موقع قاعدة بيانات الفيلم (الإنجليزية)
- ويل بولتر على موقع كينوبويسك (الروسية)

http://m.imdb.com/name/nm2401020/